# Włodzimierz Kaczmar
Włodzimierz Kaczmar, pseudonim: Vladimiro Kasmar (ur. 18 marca lub 18 maja 1893 we Lwowie, zm. 1 grudnia 1964 w Krakowie) – polski śpiewak operowy (bas) i pedagog.

## Życiorys
Absolwent Wydziału Prawa Uniwersytetu we Lwowie. Śpiewu uczył się w Mediolanie u Mario Rousella i Giovanni Laury. W 1929 rolą księcia Gremina w Eugeniuszu Onieginie Czajkowskiego zadebiutował w Operze Lwowskiej. Początkowo występował również w Teatro dal Verne w Mediolanie i Teatro Costanzi w Rzymie. W sezonie 1924/25 śpiewał w mediolańskiej La Scali. Występował z takimi dyrygentami jak m.in.: Richard Strauss i Arturo Toscanini. W 1938 powrócił na stałe do Lwowa. W latach 1939–1941 i 1944-45 prowadził katedrę śpiewu solowego w Akademii Muzycznej we Lwowie. W 1946 objął klasę śpiewu solowego w Państwowej Wyższej Szkole Muzycznej w Krakowie. W jego klasie uczyli się m.in. Stanisław Lachowicz, Kazimierz Myrlak i Wojciech Jan Śmietana.